# Scottish Challenge Cup 2012-2013
La Scottish Challenge Cup 2012-2013 (denominata Ramsdens Cup per motivi di sponsorizzazione) è stata la 22ª edizione della Scottish Challenge Cup. Al torneo hanno preso parte le 32 squadre partecipanti ai campionati organizzati dalla Scottish Football League più due formazioni dilettantistiche. La manifestazione è stata vinta dal Queen of the South, per la seconda volta nella propria storia, grazie al successo ottenuto ai calci di rigore nella finale disputata contro il Partick Thistle.

## Calendario
| Turno            | Date              | Partite | Eliminazioni |
| ---------------- | ----------------- | ------- | ------------ |
| Primo turno      | 28-29 luglio 2012 | 16      | 32 → 16      |
| Secondo turno    | 14-15 agosto 2012 | 8       | 16 → 8       |
| Quarti di finale | 9 settembre 2012  | 4       | 8 → 4        |
| Semifinali       | 14 ottobre 2012   | 2       | 4 → 2        |
| Finale           | 7 aprile 2013     | 1       | 2 → 1        |

## Risultati

### Primo turno

#### Nord & Est
| Squadra 1       | Risultato       | Squadra 2            |
| --------------- | --------------- | -------------------- |
| Brechin City    | 1 - 2 (dts)     | Rangers              |
| Falkirk         | 3 - 0           | Stirling Albion      |
| Montrose        | 4 - 2           | Inverurie Loco Works |
| Peterhead       | 1 - 2           | East Fife            |
| Elgin City      | 5 - 7           | Arbroath             |
| Forfar Athletic | 3 - 2           | Dunfermline          |
| Wick Academy    | 2 - 4           | Raith Rovers         |
| Cowdenbeath     | 1 - 1 (3-1 dcr) | Alloa Athletic       |

#### Sud & Ovest
| Squadra 1           | Risultato       | Squadra 2          |
| ------------------- | --------------- | ------------------ |
| East Stirlingshire  | 3 - 1           | Ayr Utd            |
| Greenock Morton     | 2 - 0           | Albion Rovers      |
| Berwick Rangers     | 2 - 2 (2-3 dcr) | Queen's Park       |
| Dumbarton           | 0 - 1           | Queen of the South |
| Hamilton Academical | 0 - 1           | Airdrie Utd        |
| Stranraer           | 1 - 2           | Stenhousemuir      |
| Annan Athletic      | 1 - 0           | Livingston         |
| Clyde               | 0 - 1           | Partick Thistle    |

### Secondo turno

#### Nord & Est
| Squadra 1    | Risultato | Squadra 2       |
| ------------ | --------- | --------------- |
| Cowdenbeath  | 3 - 0     | East Fife       |
| Raith Rovers | 5 - 2     | Montrose        |
| Arbroath     | 3 - 2     | Forfar Athletic |
| Falkirk      | 0 - 1     | Rangers         |

#### Sud & Ovest
| Squadra 1          | Risultato   | Squadra 2          |
| ------------------ | ----------- | ------------------ |
| Annan Athletic     | 0 - 3       | Stenhousemuir      |
| Queen's Park       | 4 - 5       | Partick Thistle    |
| Greenock Morton    | 1 - 2 (dts) | Queen of the South |
| East Stirlingshire | 3 - 0       | Airdrie Utd        |

### Quarti di finale
| Squadra 1          | Risultato       | Squadra 2          |
| ------------------ | --------------- | ------------------ |
| Arbroath           | 1 - 0           | Stenhousemuir      |
| East Stirlingshire | 1 - 2           | Cowdenbeath        |
| Partick Thistle    | 3 - 0           | Raith Rovers       |
| Rangers            | 2 - 2 (3-4 dcr) | Queen of the South |

### Semifinali
| Squadra 1          | Risultato   | Squadra 2       |
| ------------------ | ----------- | --------------- |
| Cowdenbeath        | 0 - 1       | Partick Thistle |
| Queen of the South | 2 - 1 (dts) | Arbroath        |

### Finale
| Squadra 1       | Risultato       | Squadra 2          |
| --------------- | --------------- | ------------------ |
| Partick Thistle | 1 - 1 (5-6 dcr) | Queen of the South |

| Arbitro: | Crawford Allan |

| |                      | |
| Doolan 120+2’ | Marcatori            | 101’ Clark |
| O'Donnell Erskine Welsh Sinclair Forbes Doolan Balatoni | Tiri di rigore 5 – 6 | Young Carmichael Fitzpatrick Robinson Reilly Mitchell Higgins |
| · Scott Fox - 1 · Stephen O'Donnell - 2 · 120’ Aaron Muirhead - 3 · 55’ Aaron Sinclair - 4 · Conrad Balatoni - 5 · Sean Welsh - 6 · 34’ James Craigen - 7 · 94’ Stuart Bannigan - 8 · Christopher Erskine - 9 · 60’ Steven Lawless - 10 · 66’ Steven Craig - 11 · Glen Daniels - 12 · Mark McGuigan - 13 · 60’ 120’ Christie Elliot - 14 · 66’ Kris Doolan - 15 · 94’ Ross Forbes - 16 | Formazioni           | · 1 - Lee Robinson 72’ · 2 - Christopher Mitchell · 3 - Mark Durnan · 4 - Christopher Higgins 38’ · 5 - Marc Fitzpatrick · 6 - Stephen McKenna 120’ · 7 - Derek Young · 8 - Nicholas Clark 101’ · 9 - Daniel Carmichael 72’ · 10 - Michael Paton 115’ · 11 - Derek Lyle 77’ · 12 - James Atkinson · 13 - Steven Black 115’ · 14 - Allan Johnston · 15 - Kevin Smith 101’ · 16 - Gavin Reilly 77’ |
| Alan Archibald | Allenatori           | Allan Johnston |